# インフィニティ・Q50 Eau Rouge
インフィニティ・Q50 Eau Rouge (Infiniti Q50 Eau Rouge) は、日産自動車の高級車部門であるインフィニティによって発表されたコンセプト車である。

## 概要
- 2014年1月のアメリカ国際オートショーで初出展し、北米インフィニティが公開した「Q50 Eau Rouge Concept」である。同オートショーで大きな注目を浴びた後、3月のジュネーブ・モーターショーで、実車の初公開に到った。
- 搭載されるエンジンは、R35型GT-RのVR38DETT（最高出力560PS/最大トルク61.2kgm）を搭載し、駆動方式もR35同様に4WDを採用する事になった。インフィニティの発表では、0-60mph(約96㎞/h)は、4秒以下で、更に最高速度は、180mph(約290㎞/h)を超える。
- GT-Rと名乗らないものの、R35GT-Rのエンジン及びパワートレインを搭載する為、過去に製造販売されていたPGC10(1969年発売)とBCNR33改(1997年発売)スカイラインGT-R4ドアセダンの後継車に相当する。
- 2014年12月24日、元インフィニティトップのヨハン・ダ・ネイシンのリークにより同車の販売中止が明かされた。[1]